# Castello di Kriebstein
Il castello di Kriebstein è un antico castello medievale situato nel comune di Kriebstein in Sassonia in Germania. L'imponente edificio sorge su di uno sperone di roccia sovrastante il letto del fiume Zschopau che lo circonda su tre lati.

## Storia
La prima attestazione del Kriebstein Castle risale al 4 ottobre 1384, da un documento nell'archivio statale di Dresda.